# 名古屋音楽大学
名古屋音楽大学（なごやおんがくだいがく、英語: Nagoya College of Music）は、愛知県名古屋市中村区稲葉地町7-1に本部を置く日本の私立大学。1965年創立、1976年大学設置。大学の略称は名古屋音大、名音。

## 沿革
- 1965年（昭和40年） - 前身の名古屋音楽短期大学が開学。
- 1976年（昭和51年） - 名古屋音楽大学開学。音楽学部に器楽学科、声楽学科、作曲学科、音楽教育学科の4学科を設置。
- 1987年（昭和62年） - 大学院を設置（国内の私立音楽大学としては4番目）。
- 2007年（平成19年） - 音楽学科1学科16コース制に改組。
- 2024年（令和6年） - 音楽学科1学科19コースに改組[3]。

## 学部
- 音楽学部
  - 音楽学科
    - ピアノ演奏家・ピアノコース
    - 指揮コース
    - 管楽コース
    - 弦楽コース
    - 打楽コース
    - 邦楽コース
    - 声楽コース
    - ミュージカルコース
    - 作曲・音楽クリエイションコース
    - 電子オルガンコース
    - ジャズ・ポピュラーコース
    - 音楽教育コース
    - 音楽療法コース
    - 音楽ビジネスコース

## 大学院
- 音楽研究科
  - 作曲専攻（作曲、映像音楽、電子オルガン）
  - 声楽専攻
  - 器楽専攻（ピアノ、弦楽、管楽、打楽、箏曲）
  - 音楽教育学専攻（音楽教育、音楽学、音楽療法）

## アクセス
- 名古屋駅近くの名古屋市営バス「笹島町」バス停から「稲西車庫」行きで「鴨付町」下車すぐ。
- 名古屋市営地下鉄東山線・中村公園駅下車、中村公園バスターミナルから「稲西車庫」行きで「鴨付町」下車すぐ。

## 系列校
- 同朋大学
- 同朋高等学校
- 同朋大学付属同朋幼稚園
  - 上記3校・園は同一キャンパス内にあり、特に同朋大学とは多くの施設を共有している。
- 名古屋造形大学